# 景清 (歌舞伎十八番)

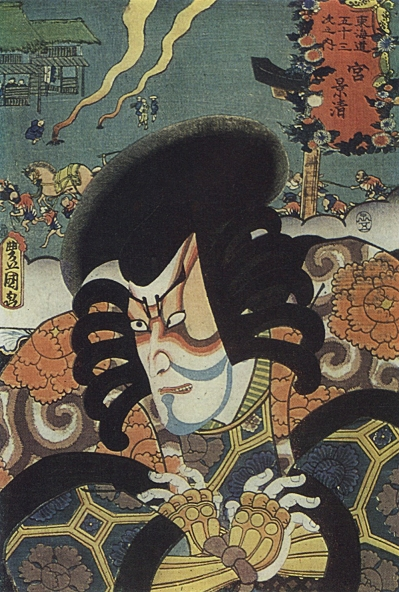
「東海道五十三次之内・宮　景清」　八代目市川團十郎の景清。東海道五十三次を背景にした見立絵。八代目團十郎は嘉永2年8月、河原崎座で歌舞伎十八番の景清を演じている。三代目歌川豊国画。

『景清』（かげきよ）とは、歌舞伎十八番のひとつ。

## あらすじ
平家滅亡後、悪七兵衛景清は捕らえられ、鎌倉問注所にある土牢に押し込められている。その景清を源氏の味方につけるため、また平家の重宝である青山の琵琶と青葉の笛の行方を尋ねるために、秩父重忠と岩永宗連が土牢を訪れるが景清は相手にしない。そこで岩永が景清の妻である阿古屋と娘の人丸、さらに平敦盛の遺児である保童丸も引き出して脅すが、「取り所の無いうつけ」と罵るばかりである。それを見ていた重忠が箏と胡弓を用意し、阿古屋に箏を、人丸に胡弓を演奏させる。妻や娘の手になる音曲を聞かせて、心情を和らげようという作戦であった。すると箏と胡弓からそれぞれ雲気が立ちのぼる。重忠はこの雲気の行く先にこそ青山の琵琶と青葉の笛があると断じるが、岩永は重忠のすることは手ぬるいと、人丸を責めようとするのでついに景清は怒りを爆発させ大暴れし、牢を破って阿古屋たちを逃がす。それをやらじとする岩永を、頼朝公より三度までは見逃せとの仰せであると重忠がとどめ、景清は再会を約して去っていった。

## 解説
この芝居は『牢破りの景清』とも呼ばれる。景清が牢を破るという荒事芸を見せるものであるが、『勧進帳』や『矢の根』のように終始音曲が入る。また阿古屋と人丸がそれぞれ箏と胡弓を演奏するのは、享保17年（1732年）の9月に大坂竹本座で初演された人形浄瑠璃の『壇浦兜軍記』の影響があるのではないかといわれる。
初演は享保17年中村座、二代目市川團十郎の景清とされるが、この時上演された内容が牢破りであったかどうかは不明であり、牢破りをする景清で間違いないのは元文4年（1739年）7月の市村座、『初髻通曽我』（はつもとゆいかよいそが）の四番目に『菊重栄景清』（きくがさねさかえかげきよ）の外題で上演されたものだという。この時の景清は市川海老蔵（二代目團十郎）で外記節を使った。牢を破るという趣向の景清は團十郎以外の役者も演じていたが、二代目團十郎が演じて以来『牢破りの景清』は市川家のお家芸となった。
のちに天保13年（1842年）3月、河原崎座で五代目市川海老蔵（七代目團十郎）が景清を演じたとき、それまで外記節や大薩摩節を使っていたのを改めて常磐津節とした。ところがこの興行中に海老蔵は幕府からお咎めを受け、興行は即刻中止、海老蔵本人は手鎖ののち江戸十里四方追放の処分となり、「景清は牢を破って手錠食い」と世の人から言われるに至った。景清の衣裳に本物の鎧を着込んでいたのが処罰の理由になったという。このことから海老蔵の子である九代目市川團十郎は、團十郎家にとって縁起の悪い芝居であるとしてこの景清を演じることは無かった。
そののち明治41年（1908年）の歌舞伎座で、九代目團十郎の弟子である八代目市川高麗蔵（七代目松本幸四郎）が歌舞伎十八番の景清を演じた。さらに昭和48年（1973年）には十代目市川海老蔵（後の十二代目市川團十郎）が上演し、およそ百年ぶりに團十郎家の役者が景清を演じたが、このとき常磐津節をやめて大薩摩節に戻した。十二代目團十郎はその後2回ほど景清を演じている。令和2年（2020年）7月の歌舞伎座での「十三代目市川團十郎白猿襲名披露」公演で『景清』が上演される予定であったが、4月7日の緊急事態宣言を受け同公演は延期された。
なお現行の舞台は、舞台正面および左右が全て黒い岩組で中央の洞（ほら）に牢格子がはまるという大道具であるが、古くは『勧進帳』のように能舞台を模した舞台の中央に、土牢の作り物が置かれるというものだったようである。